# Últim màxim glacial

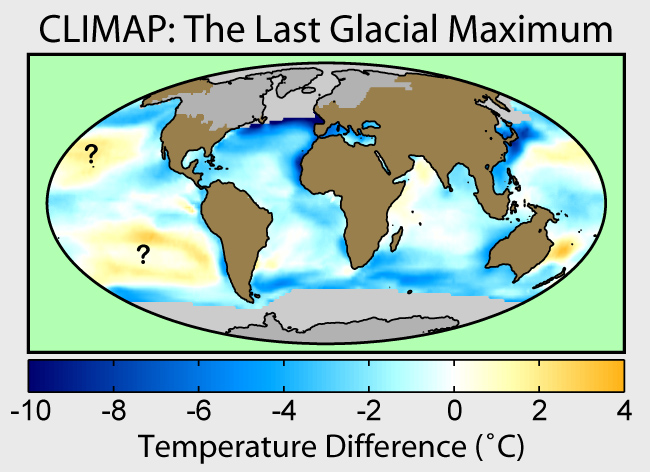
Mapa dels canvis en la temperatura de la superfície marítima i extensió glacial durant l'últim màxim glacial segons el projecte CLIMAP.

L'últim màxim glacial (en anglès: Last Glacial Maximum, LGM) fou el temps de màxima extensió dels casquets de gel durant l'últim període glacial, d'això fa aproximadament entre 26.000 i 19.000-20.000 anys, marcant el pic del darrer període glacial. Durant aquest període, extenses glaceres cobrien gran part d'Amèrica del Nord, nord d'Europa i d'Àsia. Aquestes casquets de gel tingueren un gran impacte en el clima de la Terra, causant aridesa, desertificació, i un descens del nivell del mar d'uns 120 metres. Al darrer màxim glacial, el seguí el període del màxim tardiglacial. Aquest clima extrem va persistir durant milers d'anys.

## Clima glacial

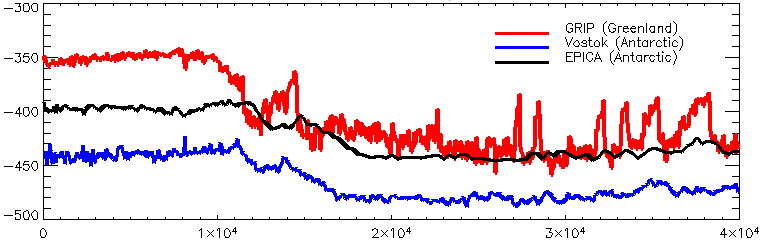
Dades deduïdes (proxies) de temperatures en els darrers 40.000 anys

Mapa dels patrons de vegetació durant el darrer màxim glacial

La formació d'un casquet de gel (ice sheet) requereix tant un fred perllongat com precipitació en forma de neu. Els casquets de gel a Europa produeixen extensos anticiclons sobre ells i aquests anticiclons generen masses d'aire que són massa seques per a arribar a Sibèria i Manxúria, on la precipitació suficient per a formar glaceres mai es donarà (excepte a la península de Kamtxatka, que per la seva posició és més humida) A Àsia, les condicions geogràfiques/climàtiques eviten les glaciacions.
En les regions més càlides del món, els climes del darrer màxim glacial eren més freds i gairebé a tot arreu més secs. En casos extrems com Austràlia del Sud i el Sahel, la pluja podria haver davallat fins al 90% del que és en l'actualitat, amb una disminució de la flora amb un grau de disminució equivalent a les zones glacials d'Europa i Amèrica del Nord. Fins i tot en les zones menys afectades, com la selva plujosa d'Àfrica occidental, la coberta boscosa va disminuir molt amb uns pocs refugis envoltats per la sabana tropical. La selva de l'Amazones va quedar dividida en dos grans blocs per una extensa sabana, i és probable que les selves del sud-est d'Àsia quedessin afectades de manera similar. Només a Amèrica central i la zona de Colòmbia del Chocó van mantenir relativament intactes les seves selves plujoses tropicals.
La majoria dels deserts del món s'expandiren, amb excepcions als deserts dels Estats Units, Afganistan i l'Iran, on es formà un gran llac a Dasht-e Kavir. A Austràlia, les dunes en moviment cobriren la meitat del continent, mentre que el Chaco i Pampas, a Amèrica del Sud, també van quedar secs de manera semblant. Al nord de la Xina, sense quedar glaçada malgrat el clima fred, va prevaldre una mescla de praderia i tundra, i allí el límit arbori estava, com a mínim, 20 graus de latitud més al sud que el de l'actualitat.
En el període immediatament anterior al darrer màxim glacial, moltes zones que finalment esdevingueren deserts completament estèrils eren més humides del que ho són actualment, especialment pel que fa al sud d'Austràlia, on es creu que l'ocupació del territori per part dels aborígens va coincidir amb el període humit d'entre 40000 i 60000 anys abans del present (BP).

### Europa
El nord d'Europa va quedar en gran part cobert pel gel; el límit meridional del casquet glacial passava entre Alemanya i Polònia. El gel va cobrir Svalbard i Franz Josef Land i al nord-est fins al mar de Barents, el mar de Kara i Novaya Zemlya, finalitzant a la península de Taymyr.
El permagel cobria Europa al sud del casquet de gel fins a Szeged, al sud d'Hongria. El gel cobria la totalitat d'Islàndia i gairebé tota la superfície de les Illes britàniques excepte el sud d'Anglaterra. La Gran Bretanya era una península d'Europa, el nord ocupat pel casquet de gel i el sud un desert polar.

### Àsia
Hi havia casquets de gel a l'actual Tibet i també a Baltistan i Ladakh. El permagel cobria Àsia fins tan al sud com Beijing. Per la baixada del nivell del mar, moltes illes van quedar unides al continent, per exemple Borneo i Bali estaven connectades al continent asiàtic per una massa de terra anomenada Sundaland. Palawan també era part de Sundaland, mentre que la resta de les Illes Filipines formaven una gran illa separada del continent només pel passatge Sibutu i l'estret Mindoro.

### Àfrica i Orient Mitjà
A l'Àfrica i l'Orient Mitjà es van formar moltes petites glaceres de muntanya, i el Sàhara i altres deserts s'expandiren en extensió.
El golf Pèrsic, entre Abu Dhabi i Qatar, feia una fondària mitjana de 15 metres en lloc del 35 metres. Durant milers d'anys, l'Ur-Shatt (un afluent dels rius Tigris-Eufrates) proporcionava aigua dolça al golf Pèrsic.
Hi havia dues paleoconques en el golf Pèrsic. La conca central feia uns 20.000 km².

### Australàsia

Un mapa que mostra l'extensió probable de la terra i l'aigua en el moment de l'últim màxim glacial, fa 20.000 anys i quan el nivell del mar era probablement més de 110 metres més baix que avui.

Austràlia, Nova Guinea, i Tasmània eren una sola massa de terra anomenada Sahulland. Entre la massa de terra de Sundaland i Sahulland, romanien les illes Wallacea.

### Amèrica del Nord
El gel cobria essencialment tot el Canadà i s'estenia fins al Missouri i el riu Ohio, i cap a l'est fins a Manhattan. Aquesta glaciació va afectar la genètica dels indígenes americans (per l'aïllament i les migracions) i els haplogrups genètics.
A Hawaii, es reconeixen dipòsits formats per acció de les glaceres a Mauna Kea en aquella època.

### Amèrica del Sud
El casquet de gel de la Patagònia cobria el terç sud de Xile i zones adjacents de l'Argentina.